# Melanagromyza lappae
Melanagromyza lappae är en tvåvingeart som beskrevs av Friedrich Hermann Loew 1850. Melanagromyza lappae ingår i släktet Melanagromyza och familjen minerarflugor.
Artens utbredningsområde är Polen. Arten är reproducerande i Sverige. Inga underarter finns listade i Catalogue of Life.